# Naturschutzgebiet Fließgewässersystem Gelpe- und Saalbachtal
Das Naturschutzgebiet Fließgewässersystem Gelpe- und Saalbachtal liegt im südlichen Stadtgebiet der kreisfreien Stadt Wuppertal und trägt die Kennnummer W-015. Zusammen mit dem Remscheider Naturschutzgebiet Gelpe und Saalbach (Kennung RS-003) bildet es zusammen fast flächengenau das Fauna-Flora-Habitat-(FFH-Gebiet) mit der Kennung DE-4709-303 und ist als überregional bedeutsames Schutzgebiet in das Natura 2000 - Netz eingebettet. Das Naturschutzgebiet erstreckt sich von der bei Lichtscheid gelegenen Quelle der Gelpe, die im Oberlauf auch als Dornbach bezeichnet wird, bis fast zur Mündung der Gelpe in den Morsbach, die allerdings ausschließlich auf Remscheider Gebiet liegt.

## Beschreibung
Das Naturschutzgebiet umfasst nicht nur die Hauptbäche Gelpe und Saalbach, sondern auch die ihnen zufließenden Nebengewässer. Es ist ein ausgesprochen abwechslungsreicher Komplex von Mittelgebirgsbachtälern - geprägt durch ein Mosaik aus Fettwiesen und -weiden, Nassgrünland, meist feuchten Grünlandbrachen, Quellfluren, Auenwälder und Röhrichte. Die Fließgewässer weisen einen natürlichen Verlauf und eine steinige Sohle auf. An den Talhängen stocken Laubholzwälder, die für das Bergische Land typisch sind, mit hohen Alt- und Totholzanteilen.
Von überregionaler Bedeutung sind folgende im Schutzgebiet vorhandenen Biotope: Erlen-Eschen-Auenwälder, Hainsimsen-Buchenwälder, die seltenen Glatthafer- und Wiesenknopf-Silgenwiesen, aber auch Flüsse mit Unterwasser-Vegetation. Das Naturschutzgebiet stellt einen der wertvollsten Fließgewässer- und Auenwald-Komplexe im Bergischen Land dar. Kulturhistorisch wichtig sind auch die vorhandenen Hammer- und Altteiche. Große Bedeutung hat das Gebiet, das Rückzugs- und Erholungsraum für Tiere und Pflanzen bietet, die an feuchte und auch an trockene Standorte gebunden sind.
Im Naturschutzgebiet sind eine Vielzahl von bedeutsamen, seltenen und besonders schützenswerten Tier- und Pflanzenarten heimisch. Bei den Pflanzenarten sind z. B. hervorzuheben: Echte Glockenheide (Erica tetralix), Sumpf-Schwertlilie (Iris pseudacorus) und Kuckucks-Lichtnelke (Lychnis flos-cuculi). Die Ronsdorfer Talsperre ist Lebensraum für den hochgradig gefährdeten Edelkrebs (Astacus astacus) und die Teichmuschel. Von überregionaler Bedeutung sind die FFH-Gebietsrelevanten Tierarten Groppe und Eisvogel. Unter besonderem Schutz stehen auch die seltene Wasseramsel (Cinclus cinclus) und die Ringelnatter (Natrix natrix).

## Schutzziele
Vorrangig sind Maßnahmen im Bereich der Aue zum Schutz der Fließgewässer einschließlich der Quellfluren, der Auenwälder und der Offenland-Feuchtbereiche sowie im Bereich der höher gelegenen Hänge zum Schutz der natürlichen Laubwälder. In bestimmten Bereichen ist das Gebiet vor dem Betreten durch Menschen (z. T. Trittschäden in Auenwäldern) zu schützen.

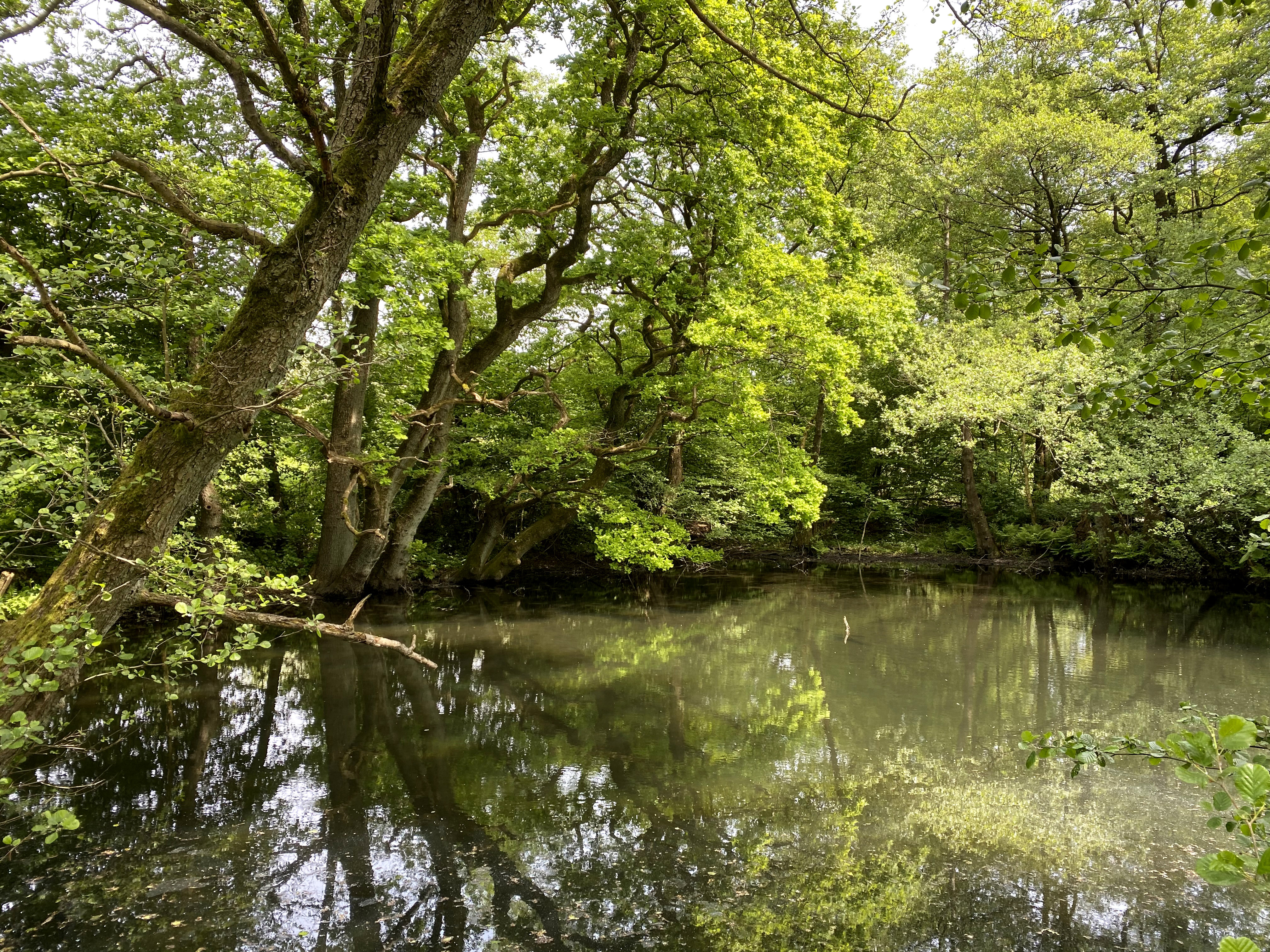
Dornbach (Gelpe)-Quellteich in Friedrichshöhe
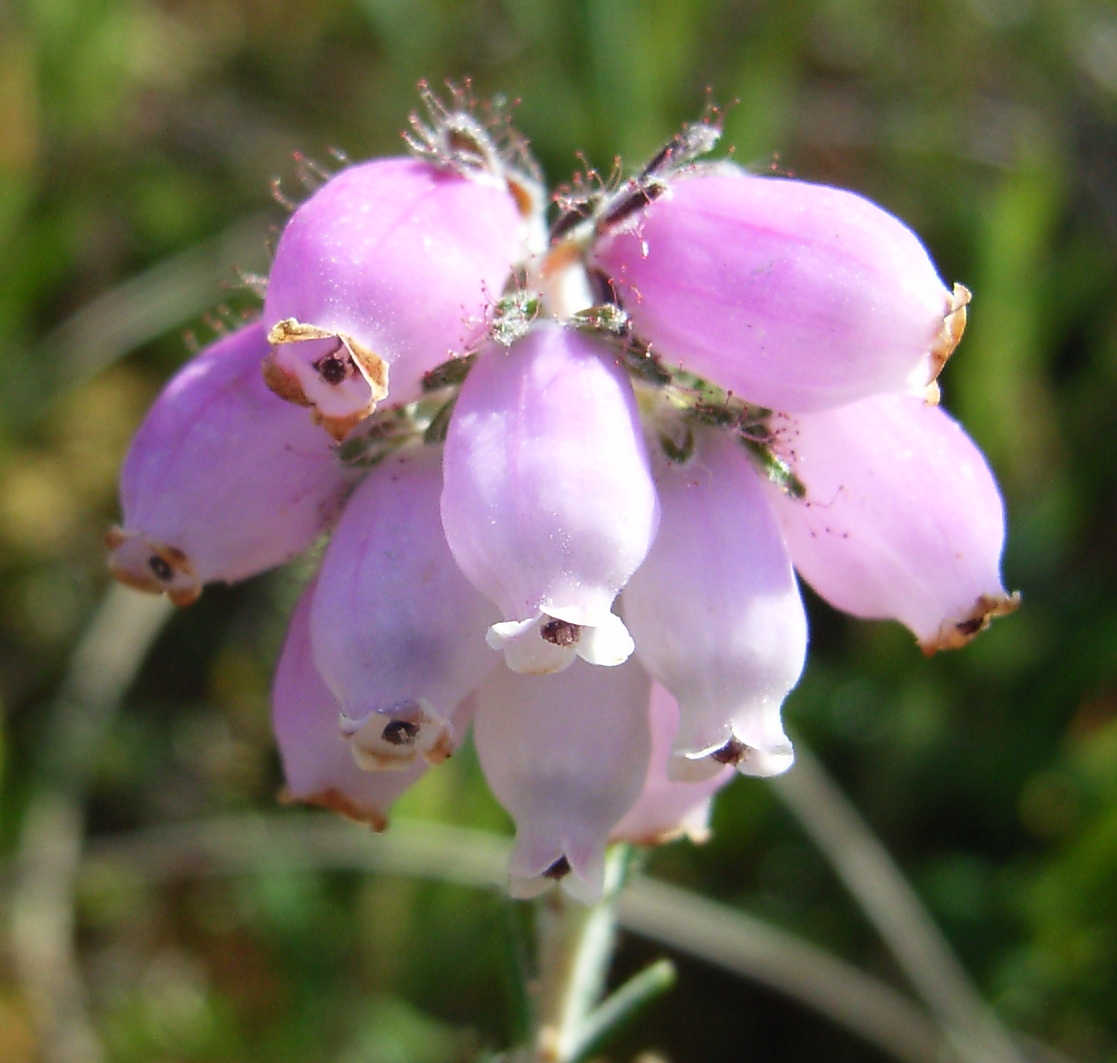
Glocken-Heide (Erica tetralix)
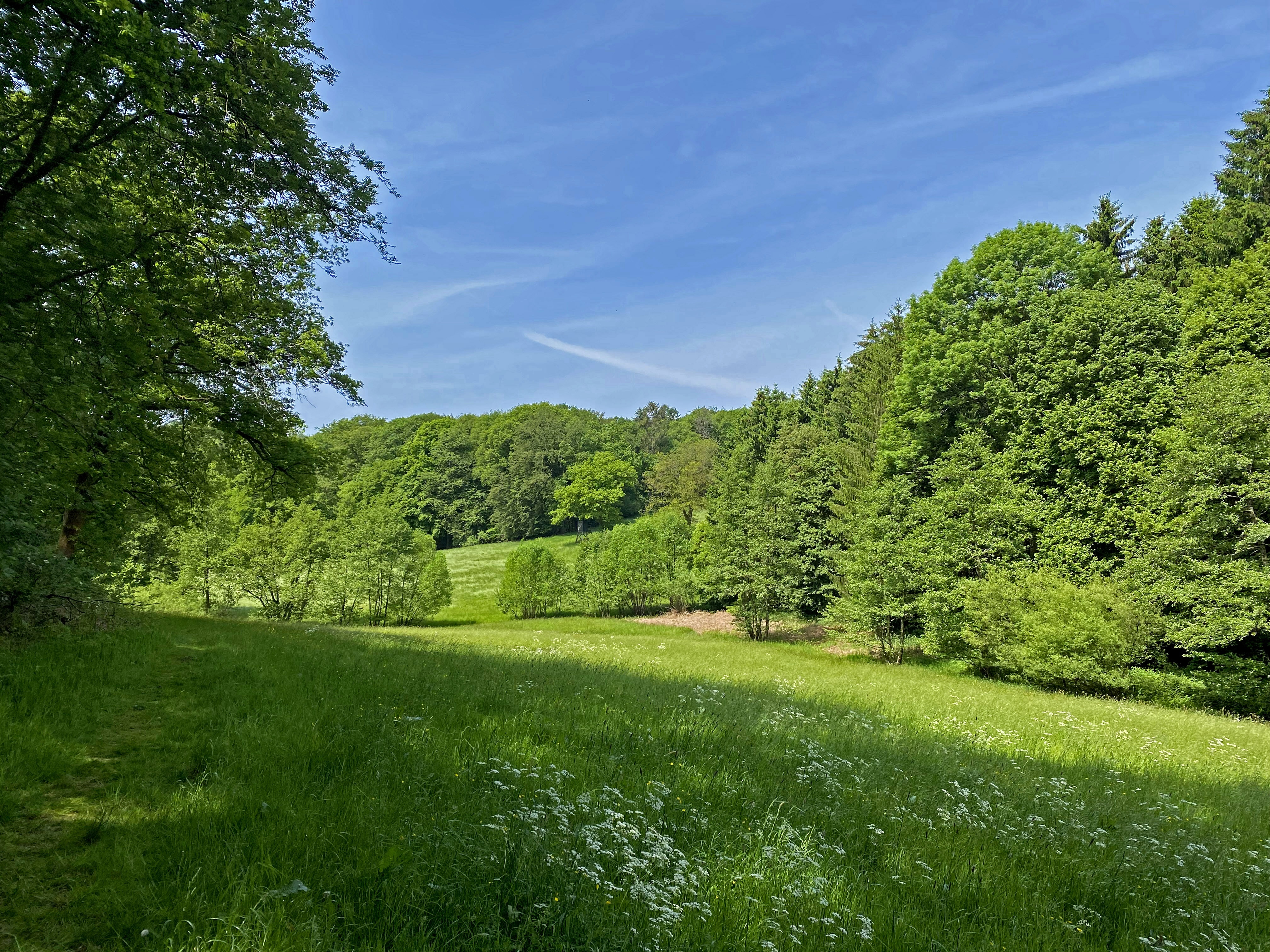
Unteres Huckenbachtal
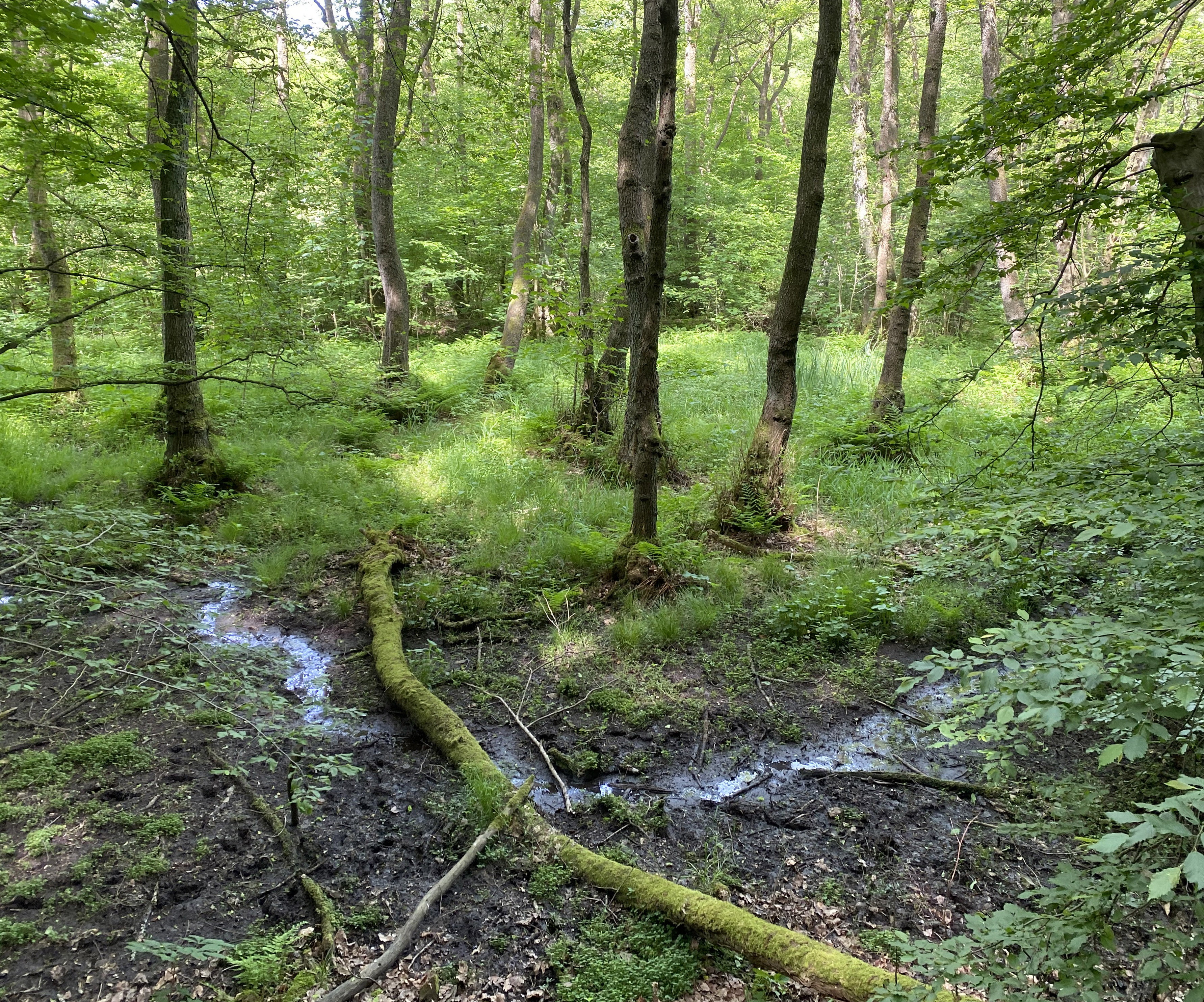
Erlenauwald am Gelpe-Mittellauf
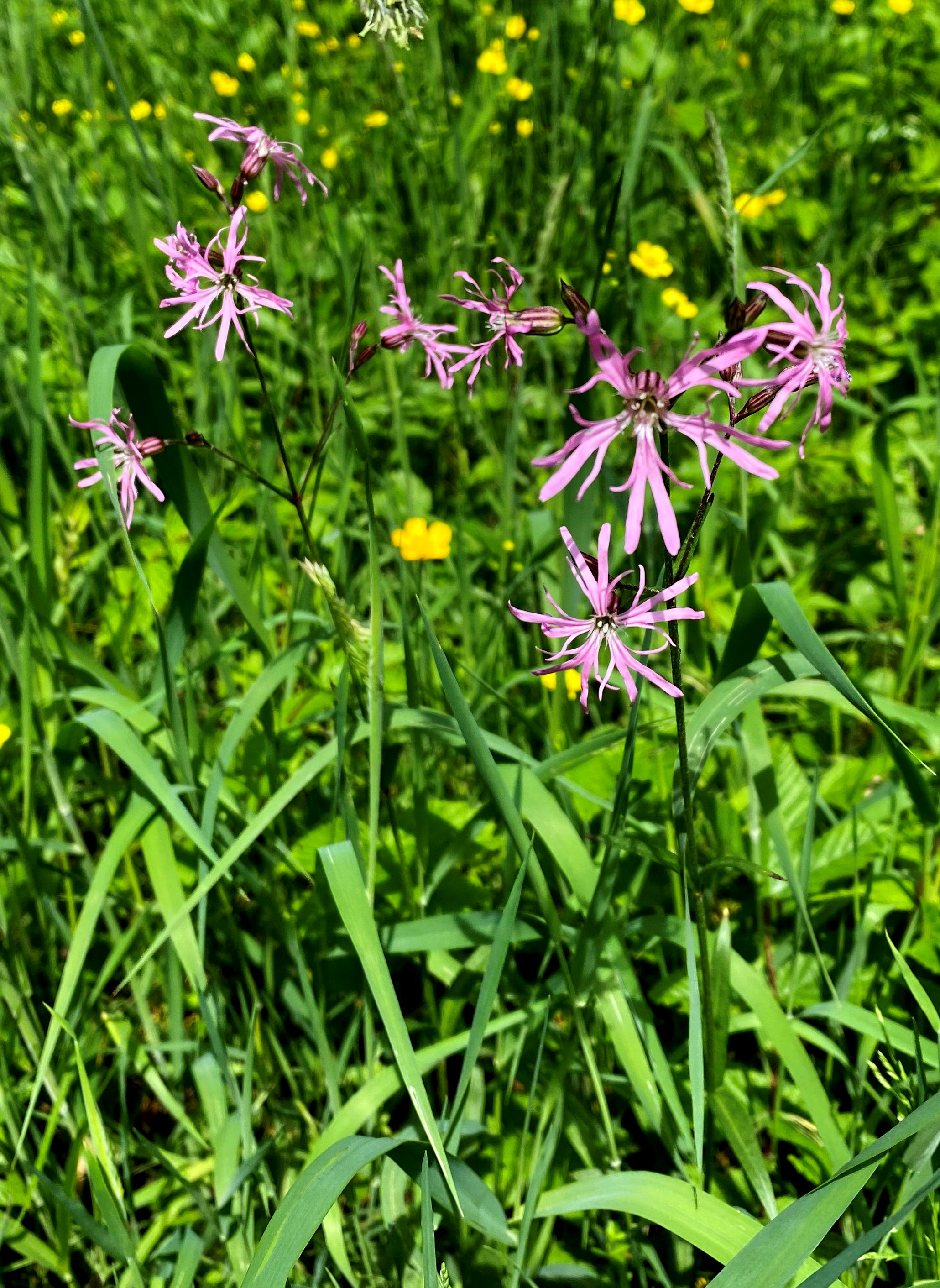
Kuckucks-Lichtnelke im Saalbachtal
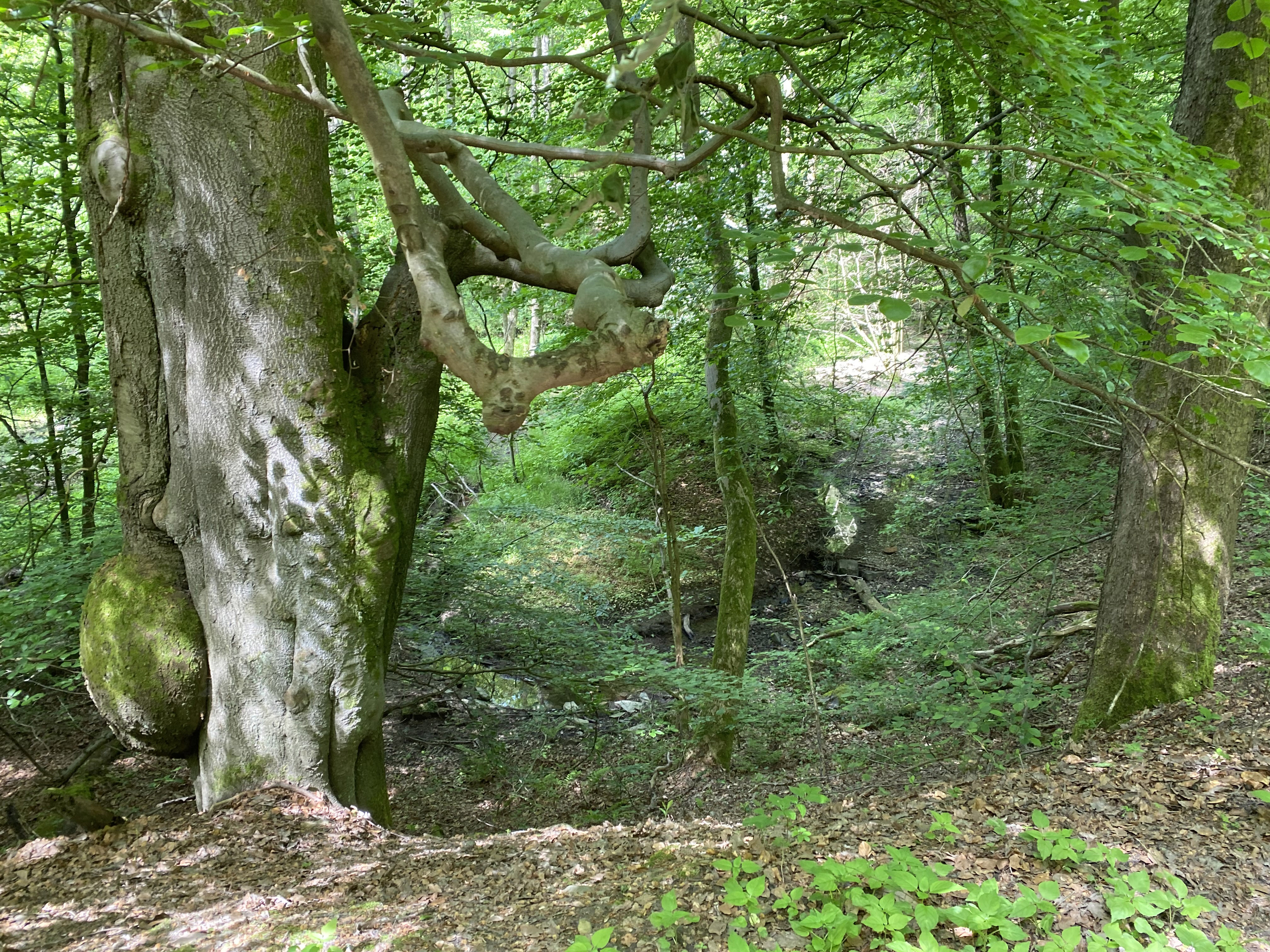
Bizarre Baumwuchsform am Gelpe-Mittellauf
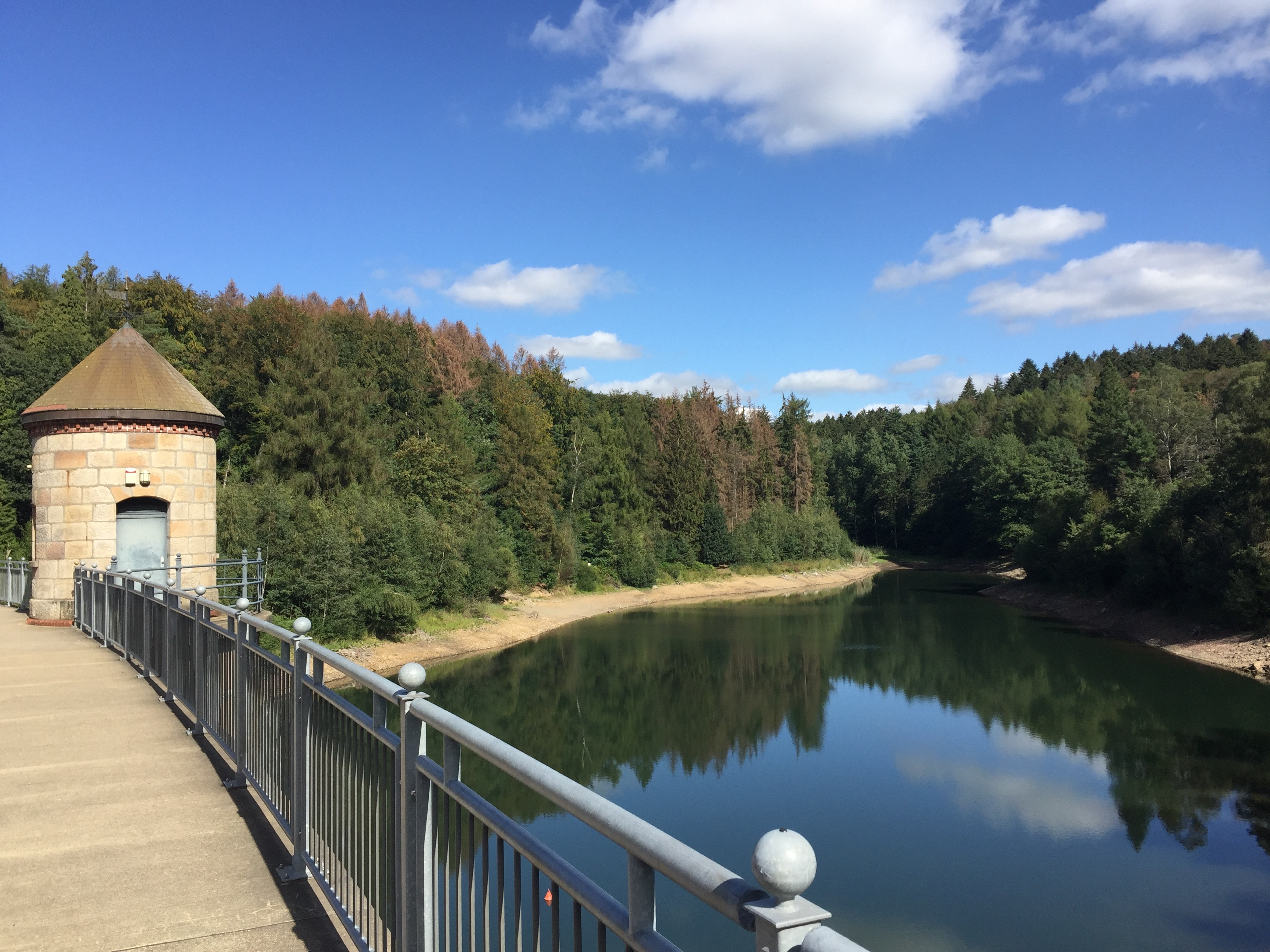
Ronsdorfer Talsperre
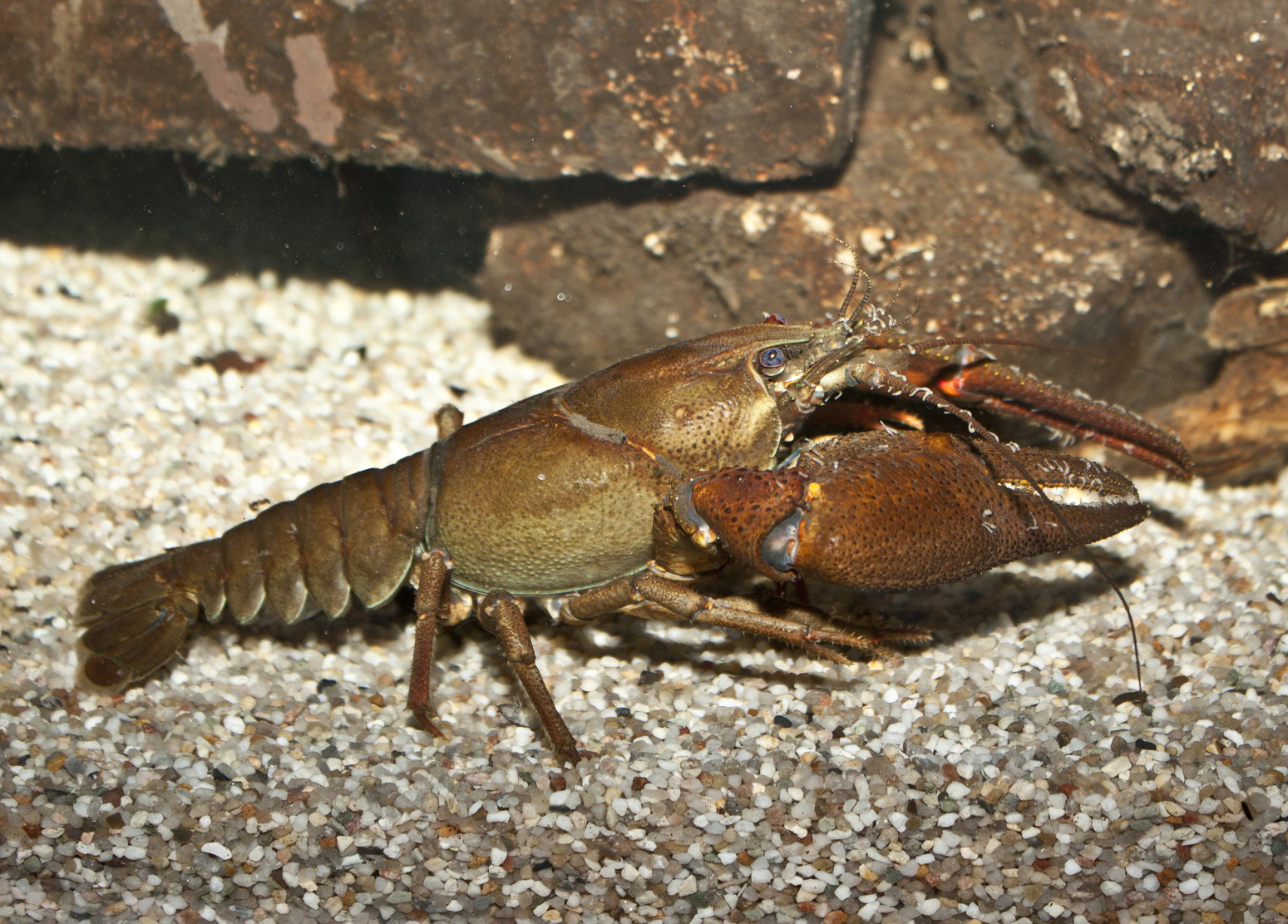
Edelkrebs (Astacus astacus)
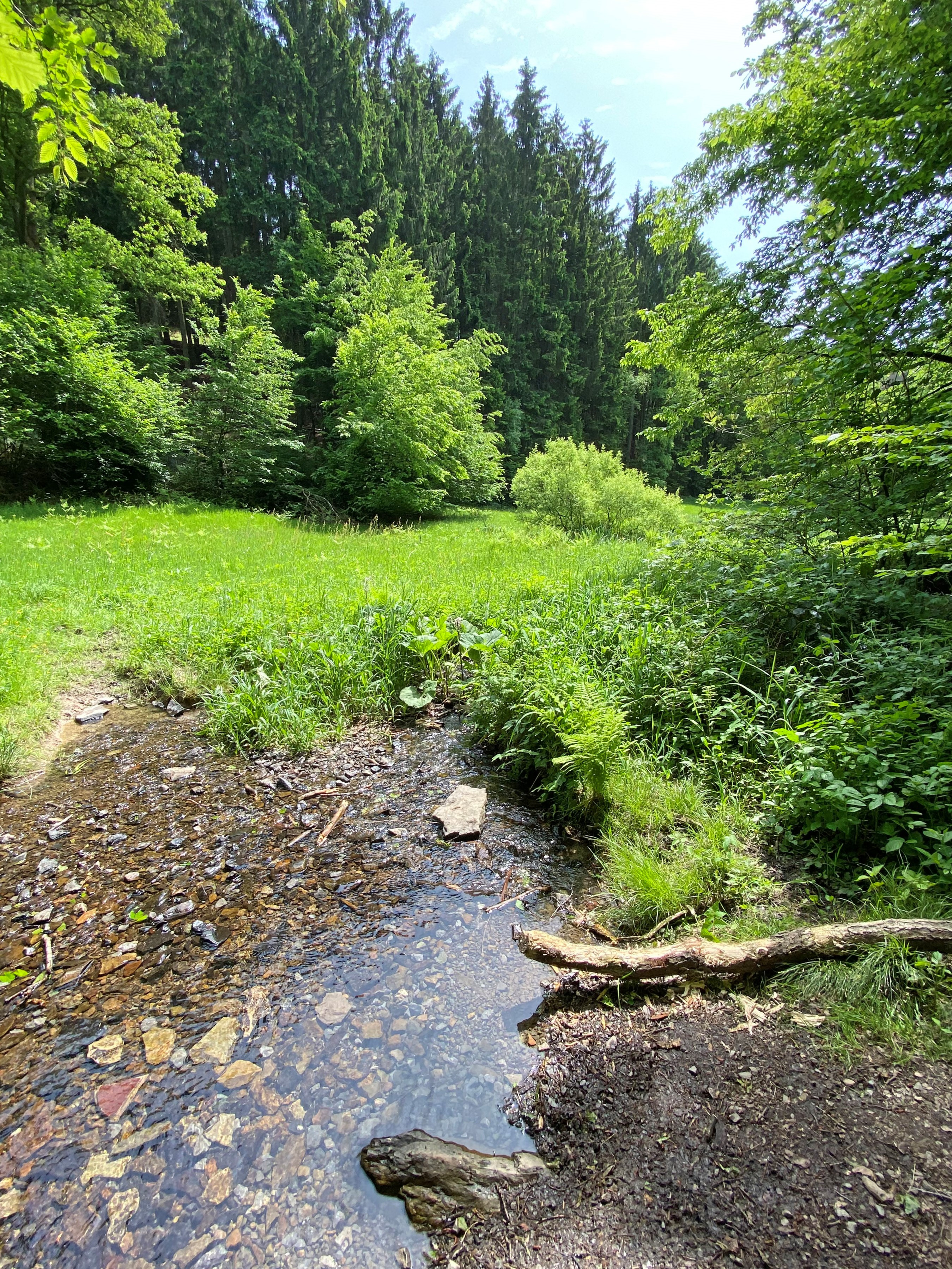
Saalbach durchfließt Nasswiese
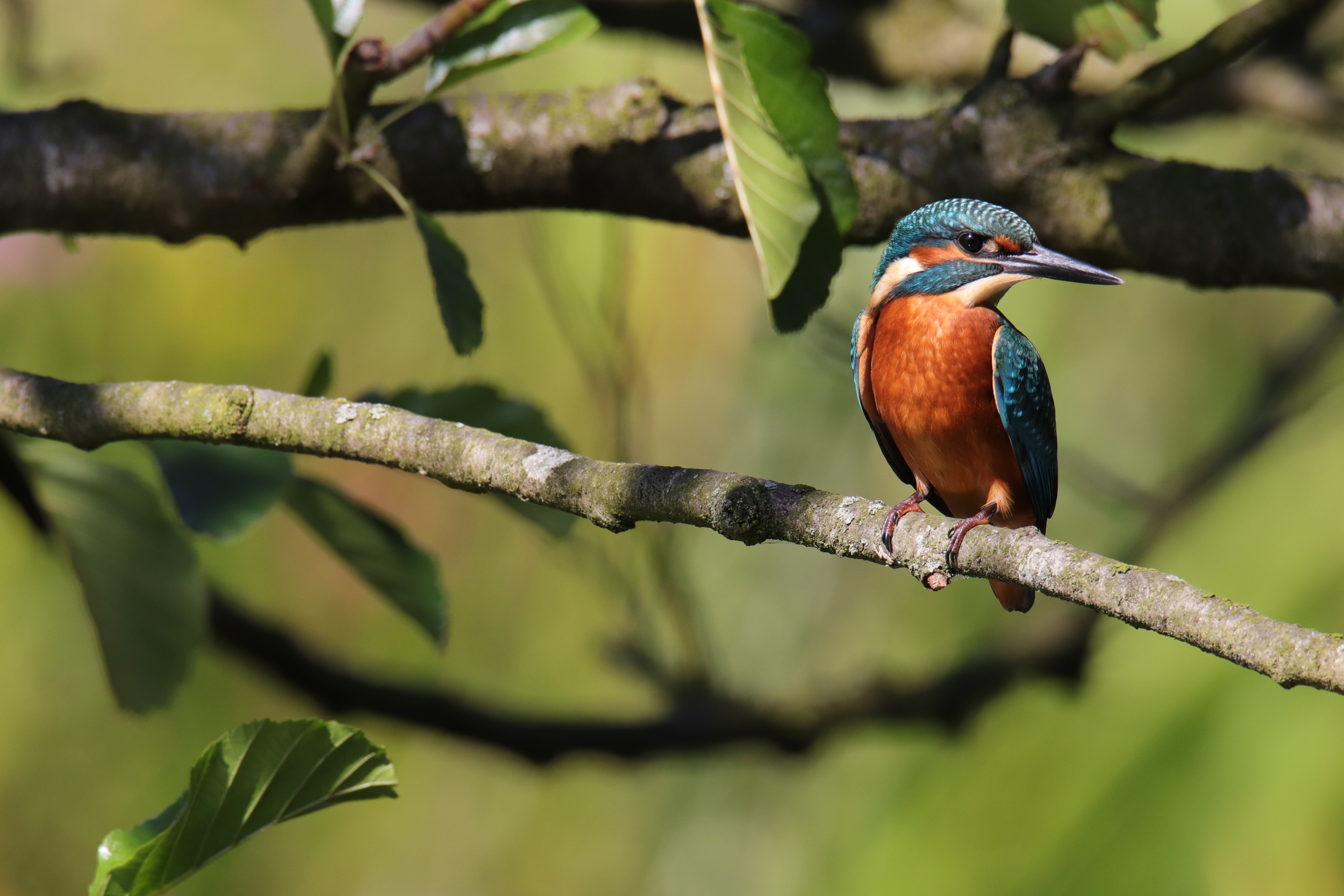
Eisvogel (Acledo atthis)
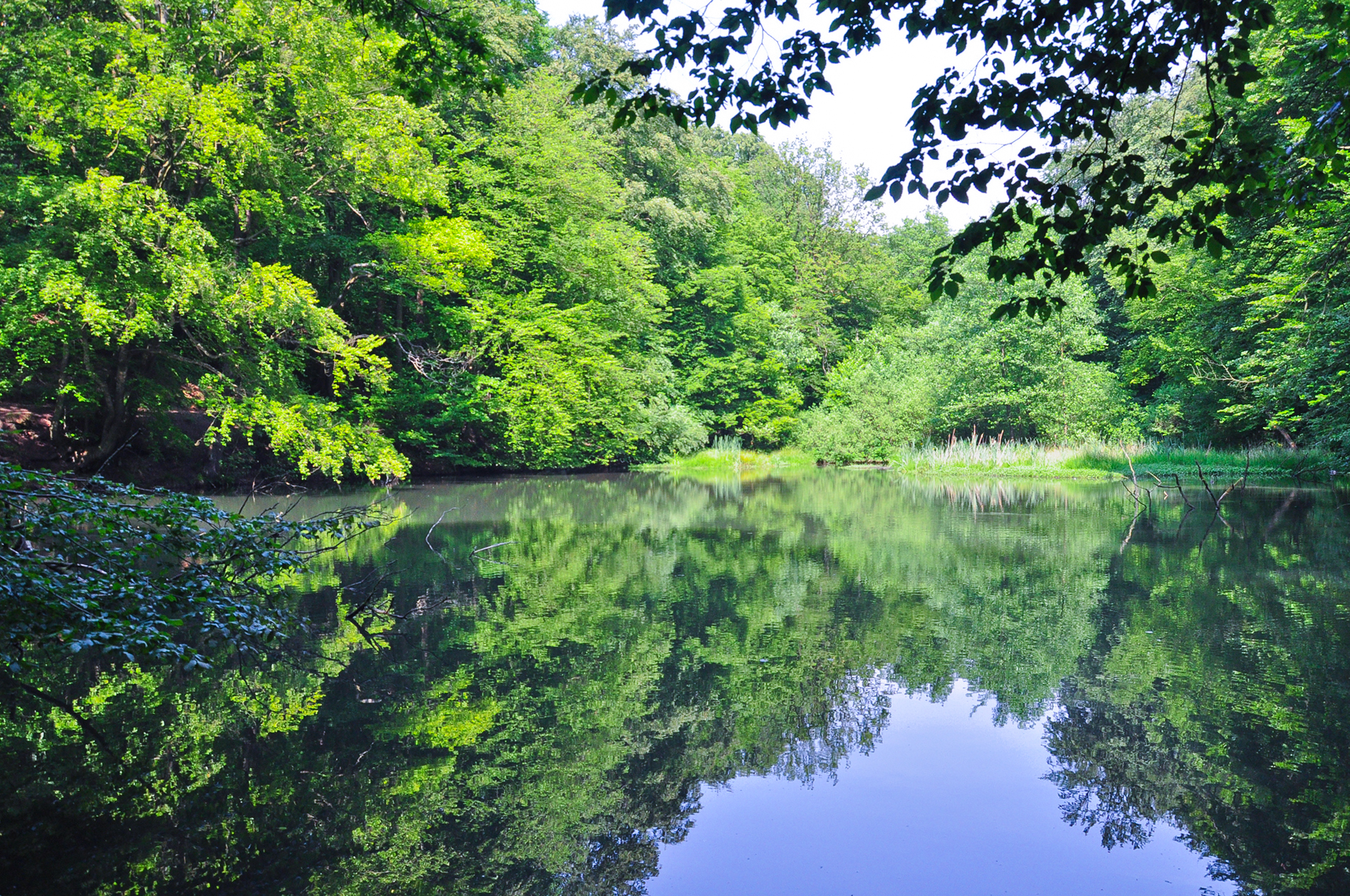
Teich im Saalbachtal
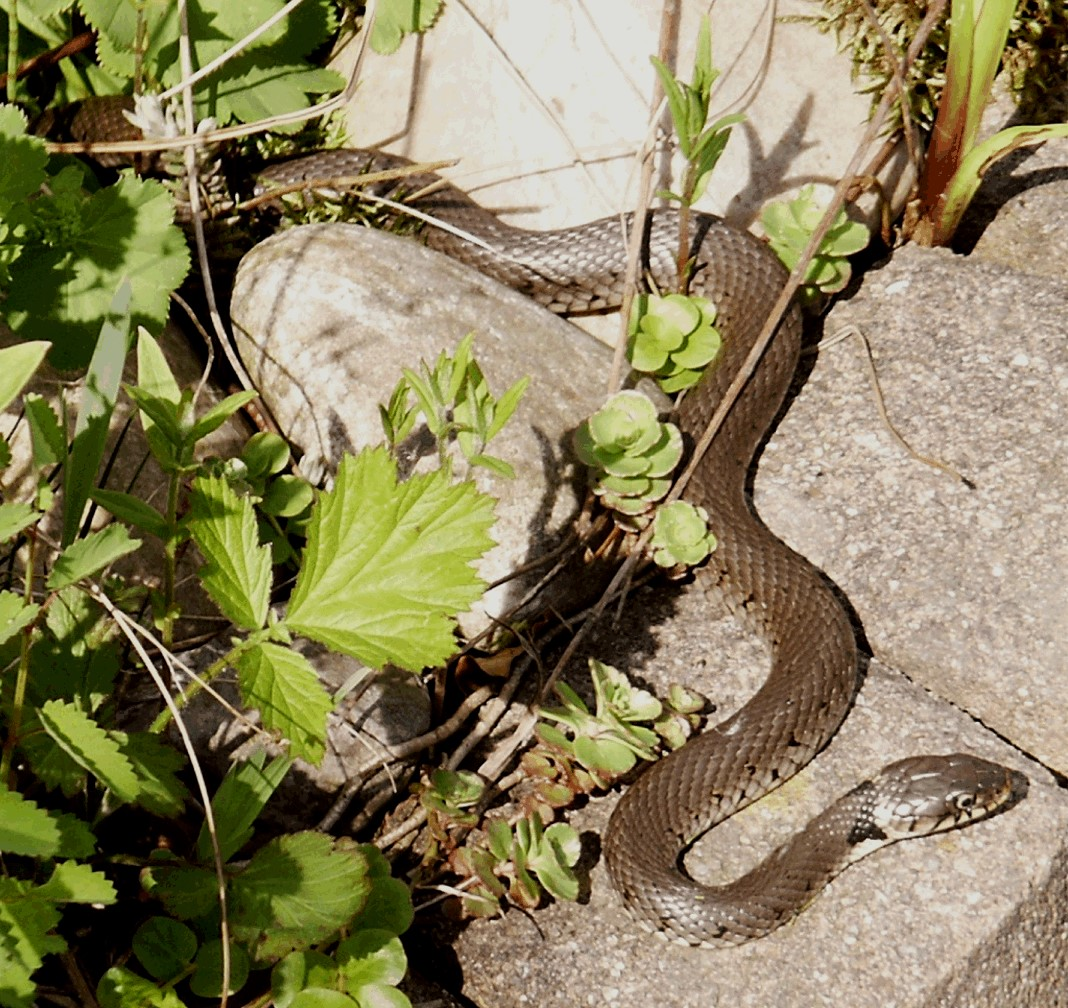
Ringelnatter (Natrix natrix)
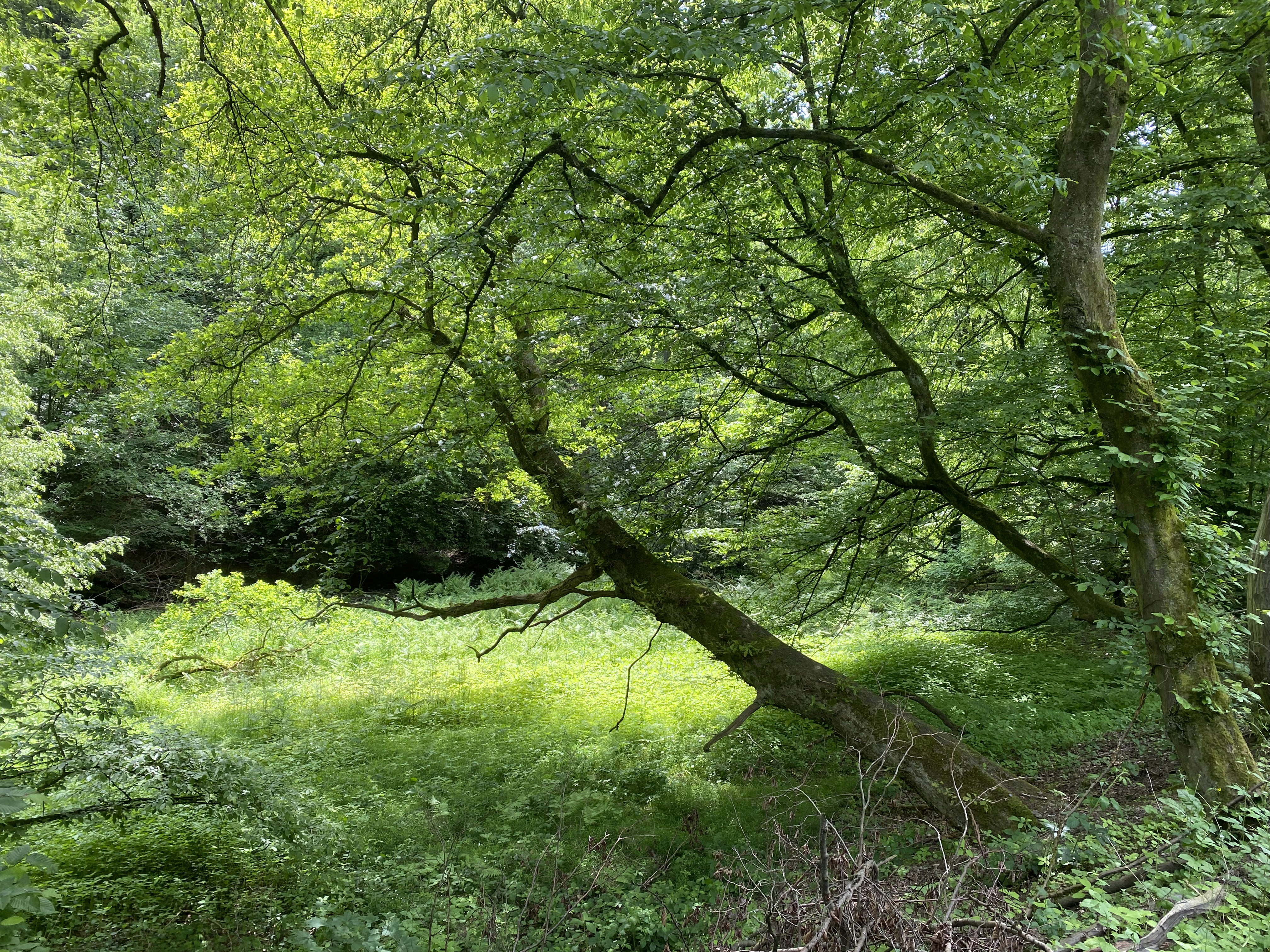
Waldrand und Wiese im Saalbachtal
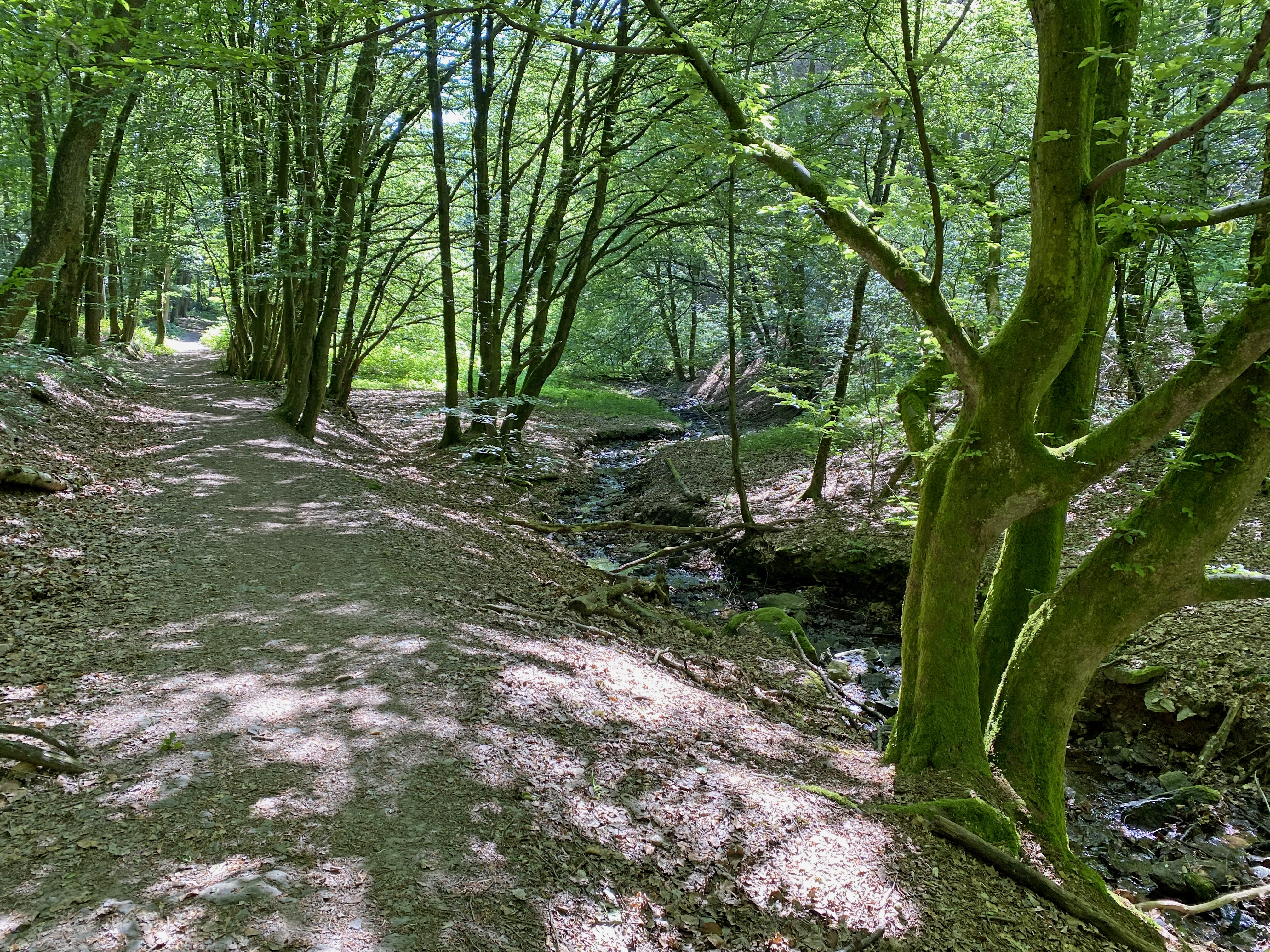
Dohrer Bachtal
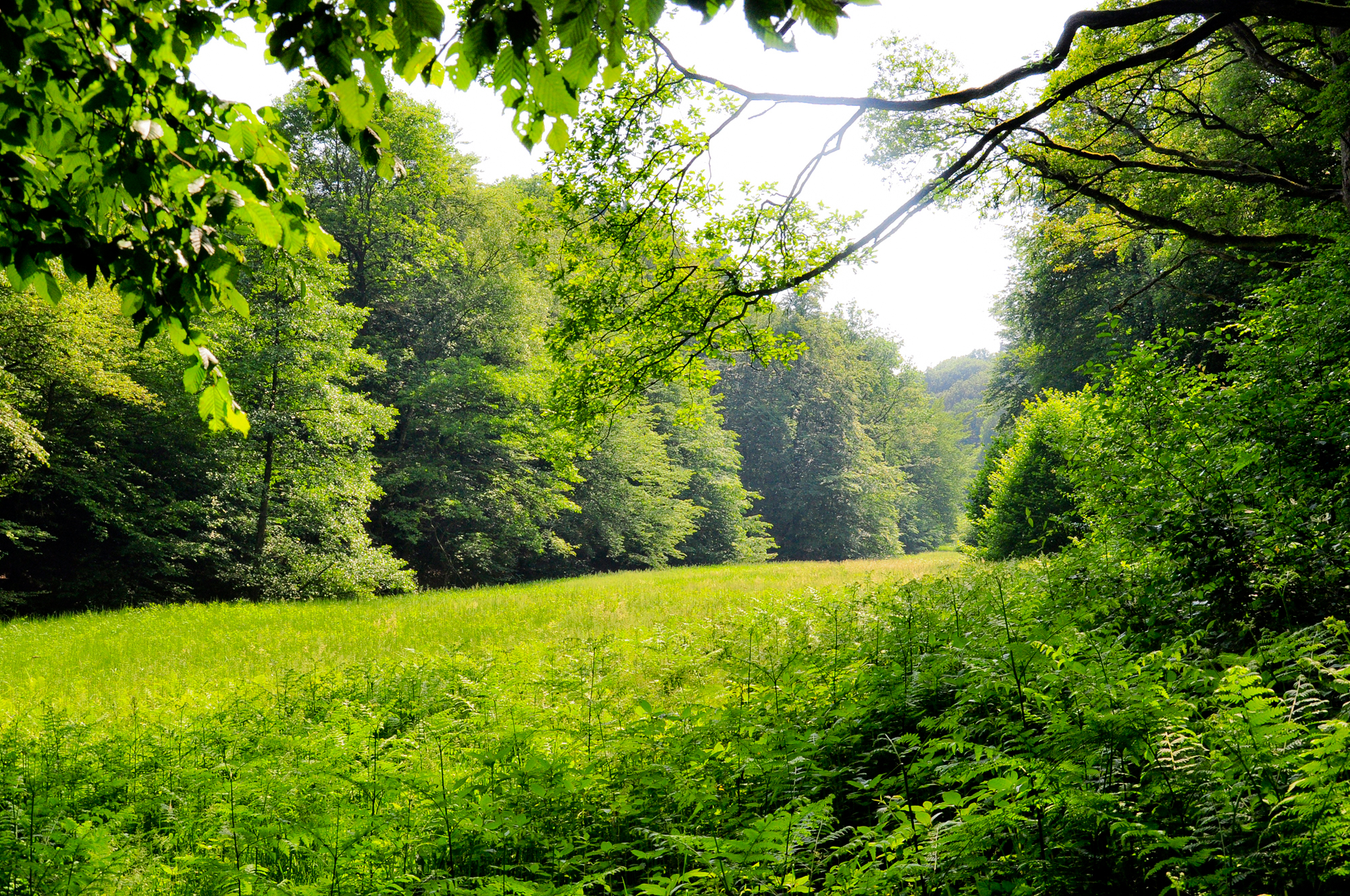
Auwiese im Saalbachtal